# Mauricio Rosero
Mauricio Rosero (Pasto, Colombia; 30 de abril de 1991) es un influencer, motivador y cantante colombiano. Se dedica a generar contenido para las redes sociales orientado a jóvenes y emprendedores. Forma parte del Consejo Empresarial de Forbes desde 2022.
Como parte del grupo musical Son M&M Salsa, ⁣ representó a Colombia en el Latino Impact Summit 2018 de la Organización de las Naciones Unidas (ONU) en Nueva York.
Asimismo, desde el 2020, emprendió Aférrate al Plan, un proyecto que comenzó como un mensaje para las personas afectadas por la pandemia y que por su impacto se convirtió en todo un proyecto que trascendió más allá de YouTube y otras plataformas sociales.

## Biografía
Mauricio Rosero nació en Pasto, departamento de Nariño, pero su infancia se desarrolló en Cali y Bogotá. En el año 2013, culmina sus estudios universitarios de Diseño Gráfico, en la Fundación Universitaria San Mateo de la ciudad de Bogotá.

## Trayectoria

### Son M&M Salsa
En 2011, crea el grupo musical Son M&M Salsa, formado por él y su hermano gemelo, Mauro Rosero. Con Son M&M Salsa, participó en un concierto en el canal RCN durante el lanzamiento de la novela El Joe, la leyenda, en homenaje a Joe Arroyo. En 2015, ganó el tercer lugar en la Feria de Cali con la canción «Rumbambé», ⁣ compartiendo nominación con artistas como Herencia de Timbiquí.
En su tiempo de actividad, lanzaron cinco sencillos: «Rumbambé», «Cómo voy a olvidarte», «Llorando se fue», «Zúmbalo» y «Sé que te fallé».

### Labor comunitaria
Con la visión de motivar y sacar el potencial de todas las personas para construir una mejor sociedad y un mejor país, ⁣ es la motivación que llevó a Mauricio a crear Aférrate al Plan, un proyecto basado en dos campañas, hasta ahora, en las redes sociales, dirigido, por un lado, a apoyar con mensajes a los emprendedores con el fin de motivarlos y asegurar la consecución de sus objetivos a pesar de las vicisitudes. Otro aspecto que abordaron estas campañas fueron la crisis migratoria venezolana.
La viralidad de dichas campañas lo hizo merecedor de una invitación para participar como conferencista en la cumbre de Objetivos de Desarrollo Sostenible, ⁣ liderada por la Organización de las Naciones Unidas (ONU), y previamente en el Latino Impact Summit de 2018.
Ambos escenarios, en el que se discutieron temas vinculados al mejoramiento de los sistemas educativos, medioambientales y sanitarios del continente, fueron plataformas para que Mauricio Rosero considerara utilizar su plataforma como estrategia para transformar el emprendimiento social en América Latina.
En 2022, ingresó al Concejo de Forbes (Forbes Business Council), realizando notas de prensa para la revista.
En 2023, colaboró con su hermano gemelo Mauro Rosero en la canción «Sueño en USA».